# 中妻駅
中妻駅（なかつまえき）は、茨城県常総市中妻町にある関東鉄道常総線の駅である。
常総市（水海道地区）の北部に位置し、霊仙寺の最寄り駅である。

## 歴史
- 1920年（大正9年）2月1日：開業[1][2]。
- 1945年（昭和20年）3月30日：筑波鉄道（初代）との合併により、常総筑波鉄道の駅となる[1]。
- 1965年（昭和40年）6月1日：鹿島参宮鉄道との合併により、関東鉄道の駅となる[1]。
- 2009年（平成21年）3月14日：ICカードPASMO供用開始[3][1]。
- 2015年（平成27年）9月10日：台風18号から変わった温帯低気圧による鬼怒川の越水・決壊で路盤浸水。

## 駅構造

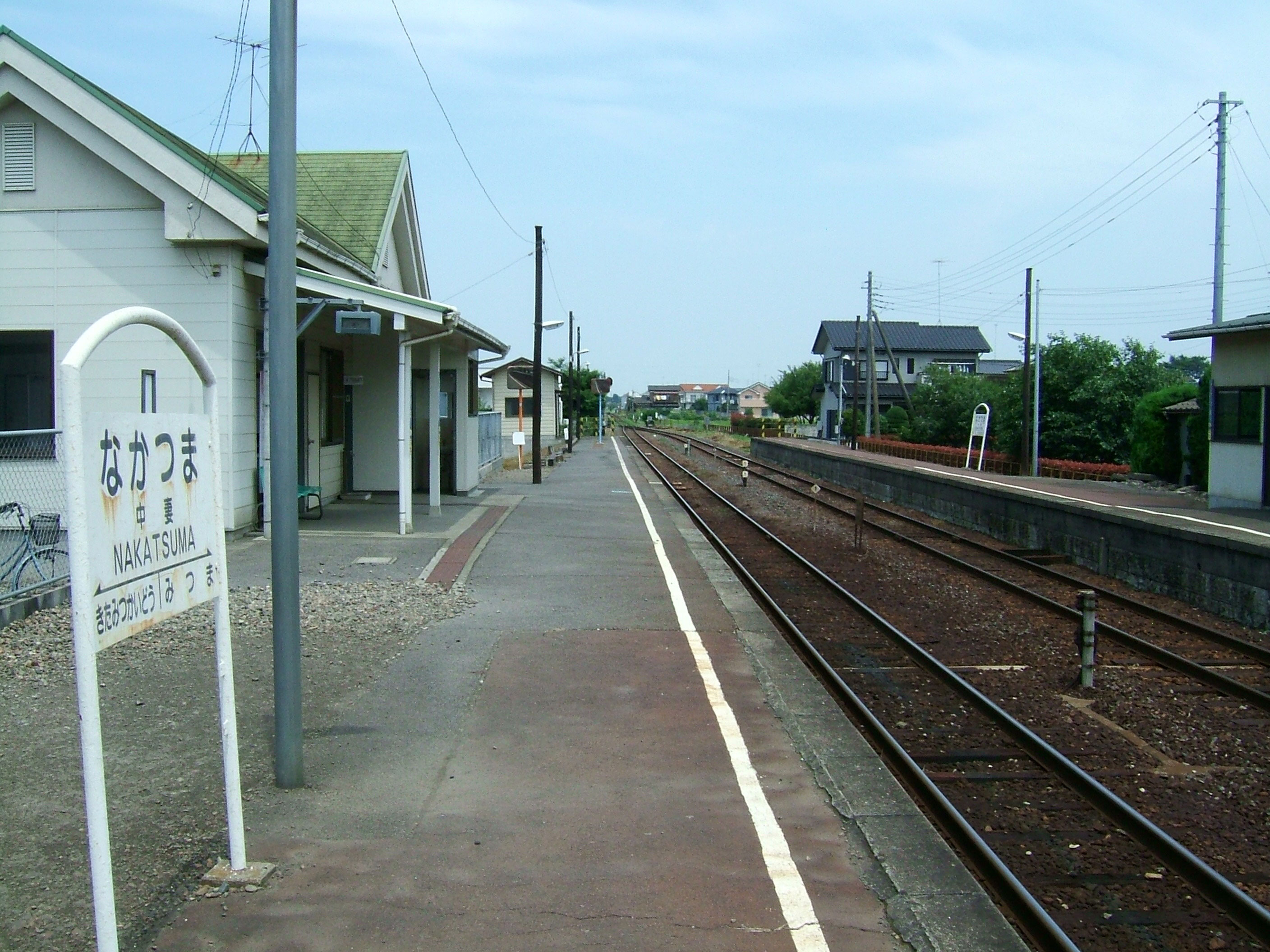
ホーム（2008年7月）

相対式ホーム2面2線の地上駅で無人駅。以前は駅舎に社宅が併設されており、社員の家族に駅業務を委託していた。取手寄りに構内踏切があり、2番線（取手方面ホーム）には待合室がある。単線区間のため列車交換が行われる。

### のりば
| 番線 | 路線    | 方向 | 行先           |
| ---- | ------- | ---- | -------------- |
| 1    | ■常総線 | 下り | 下妻・下館方面 |
| 2    | ■常総線 | 上り | 守谷・取手方面 |

### 当駅における運行形態
- 上り（水海道・守谷・取手方面）
  - 日中は概ね1時間に2本の普通列車（取手行、一部守谷行）が停車する。一部列車は、水海道乗り換え取手行も設定されている[注釈 1][4]。
- 下り（石下・下妻・下館方面）
  - 日中は概ね1時間に2本の普通列車（下館行）が停車する。夜間には、下妻行の区間列車も設定されている[4]。

## 利用状況
2022年度の一日平均乗車人員は189人である。
近年の一日平均乗車人員の推移は下記のとおり。
| 推移 | 推移     | 推移     |
| 年度 | 乗車人員 | 乗降人員 |
| ---- | -------- | -------- |
| 2005 | 139      |          |
| 2006 | 141      |          |
| 2007 | 144      |          |
| 2008 | 138      |          |
| 2009 | 118      |          |
| 2010 | 117      |          |
| 2011 | 120      |          |
| 2012 | 126      |          |
| 2013 | 124      |          |
| 2014 | 119      |          |
| 2015 | 113      |          |
| 2016 | 110      |          |
| 2017 | 105      |          |
| 2018 | 100      |          |
| 2019 |          | 185      |
| 2020 |          |          |
| 2021 |          |          |
| 2022 |          | 189      |

## 駅周辺
駅前には広場がある。
- 市営住宅千代田団地
- 水海道中妻簡易郵便局

## 舞台となった作品
- 映画『男はつらいよ 寅次郎物語』 - オープニングで主人公：車寅次郎（渥美清）が居眠りから覚めるシーン。

## バス路線
当駅の近くを通る茨城県道357号谷和原筑西線に2024年（令和6年）4月より常総市のコミュニティバスであるJOY BUSの「中妻駅入口」停留所が設置され、「中部通勤通学ライナー」が発着している。

## 隣の駅
関東鉄道
■常総線
■快速
通過
■普通
北水海道駅 - 中妻駅 - 三妻駅

### 記事本文